# Pirlindole
Pirlindole (Lifril, Pyrazidol) là một chất ức chế thuận nghịch của monoamin oxydase A (RIMA) được phát triển và được sử dụng ở Nga như một thuốc chống trầm cảm. :337 Nó có liên quan về cấu trúc và dược lý với metralindole.